# Mahmadali Sodikov
Mahmadali Sodikov (tadjik : Шухрат Джабаров), né le 20 mars 1984 en RSS du Tadjikistan, aujourd'hui au Tadjikistan, est un joueur de football international tadjik qui évoluait au poste d'attaquant.

## Biographie

### Carrière en sélection
Mahmadali Sodikov reçoit 21 sélections en équipe du Tadjikistan entre 2006 et 2013, sans inscrire de but.
Il participe avec cette équipe à l'AFC Challenge Cup en 2006. Le Tadjikistan remporte cette compétition en battant le Sri Lanka en finale.
Il dispute également les éliminatoires du mondial 2014.

## Palmarès

### Palmarès en club
| Istiqlol Douchanbé \| - Championnat du Tadjikistan (1) : - Champion : 2011. - Coupe du Tadjikistan : - Finaliste : 2011 et 2012. \| \| - Supercoupe du Tadjikistan (2) : - Vainqueur : 2011 et 2012. - Coupe du président de l'AFC (1) : - Vainqueur : 2012. \| |  | Khodjent - Coupe du Tadjikistan (1) : - Vainqueur : 2008.                                                             |
| - Championnat du Tadjikistan (1) : - Champion : 2011. - Coupe du Tadjikistan : - Finaliste : 2011 et 2012. |  | - Supercoupe du Tadjikistan (2) : - Vainqueur : 2011 et 2012. - Coupe du président de l'AFC (1) : - Vainqueur : 2012. |

### Palmarès en sélection
Tadjikistan
- AFC Challenge Cup (1) :
  - Vainqueur : 2006.